# Districte de Jindřichův Hradec
El districte de Jindřichův Hradec (en txec Okres Jindřichův Hradec) és un districte de la regió de Bohèmia Meridional, a la República Txeca. La capital és Jindřichův Hradec.

## Llista de municipis
Báňovice • 
Bednárec • 
Bednáreček • 
Blažejov Plantilla:Malé • 
Bořetín • 
Březina • 
Budeč Plantilla:Malé • 
Budíškovice Plantilla:Malé • 
Cep • 
Cizkrajov Plantilla:Malé • 
Červený Hrádek • 
České Velenice • 
Český Rudolec Plantilla:Malé • 
Číměř Plantilla:Malé • 
Člunek Plantilla:Malé • 
Dačice Plantilla:Malé  • 
Dešná Plantilla:Malé • 
Deštná Plantilla:Malé • 
Dívčí Kopy • 
Dobrohošť • 
Dolní Pěna • 
Dolní Žďár Plantilla:Malé • 
Domanín • 
Doňov • 
Drunče Plantilla:Malé • 
Dunajovice • 
Dvory nad Lužnicí • 
Frahelž • 
Hadravova Rosička • 
Halámky • 
Hamr • 
Hatín Plantilla:Malé • 
Heřmaneč • 
Horní Meziříčko • 
Horní Němčice • 
Horní Pěna Plantilla:Malé • 
Horní Radouň Plantilla:Malé • 
Horní Skrýchov • 
Horní Slatina • 
Hospříz Plantilla:Malé • 
Hrachoviště • 
Hříšice Plantilla:Malé • 
Chlum u Třeboně Plantilla:Malé • 
Jarošov nad Nežárkou Plantilla:Malé • 
Jilem • 
Jindřichův Hradec Plantilla:Malé  • 
Kačlehy • 
Kamenný Malíkov • 
Kardašova Řečice Plantilla:Malé • 
Klec • 
Kostelní Radouň • 
Kostelní Vydří • 
Kunžak Plantilla:Malé • 
Lásenice • 
Lodhéřov Plantilla:Malé • 
Lomnice nad Lužnicí • 
Lužnice • 
Majdalena • 
Nová Bystřice Plantilla:Malé  • 
Nová Olešná • 
Nová Včelnice • 
Nová Ves nad Lužnicí Plantilla:Malé • 
Novosedly nad Nežárkou Plantilla:Malé • 
Okrouhlá Radouň • 
Peč Plantilla:Malé • 
Písečné Plantilla:Malé • 
Pístina • 
Plavsko • 
Pleše • 
Pluhův Žďár Plantilla:Malé • 
Polště • 
Ponědraž • 
Ponědrážka • 
Popelín Plantilla:Malé • 
Příbraz • 
Rapšach Plantilla:Malé • 
Ratiboř • 
Rodvínov Plantilla:Malé • 
Roseč • 
Rosička • 
Slavonice Plantilla:Malé  • 
Smržov • 
Staňkov • 
Staré Hobzí Plantilla:Malé • 
Staré Město pod Landštejnem Plantilla:Malé • 
Stráž nad Nežárkou Plantilla:Malé • 
Strmilov Plantilla:Malé • 
Stříbřec Plantilla:Malé • 
Střížovice Plantilla:Malé • 
Studená Plantilla:Malé • 
Suchdol nad Lužnicí Plantilla:Malé • 
Světce • 
Třebětice • 
Třeboň Plantilla:Malé  • 
Újezdec • 
Velký Ratmírov • 
Vícemil • 
Višňová • 
Vlčetínec • 
Volfířov Plantilla:Malé • 
Vydří • 
Záblatí • 
Záhoří • 
Zahrádky Plantilla:Malé • 
Žďár Plantilla:Malé • 
Županovice